# Кураховка
Курахо́вка — посёлок городского типа в Покровском районе Донецкой области Украины. 
В 2024 году захвачен в ходе российского вторжения в Украину.

## Физико-географическая характеристика
Посёлок находится на реке Волчья на севере Кураховского района.
До центра района Курахово — 15,1 км, до центра республики Донецка — 68 км.

## История
Поселение было основано в 1924 году. 27 октября 1938 года Кураховка получила статус посёлка городского типа.
Во время Великой Отечественной войны в 1941—1943 гг. поселение находилось под немецкой оккупацией.
По состоянию на начало 1953 года здесь действовали две средние и три семилетние школы, 4 клуба и 7 библиотек, основой экономики посёлка являлась добыча каменного угля.
В 1963 году была введена в строй центральная обогатительная фабрика.
По состоянию на начало 1973 года крупнейшими предприятиями посёлка являлись центральная обогатительная фабрика и электромеханические мастерские.
В 1980 году здесь действовали две угольные шахты участка шахтоуправления «Кураховское», центральная обогатительная фабрика, дом быта, три общеобразовательные школы, поликлиника, санаторий, клуб и библиотека.
В 1989 году численность населения составляла 5 439 человек.
В сентябре 2010 года была закрыта школа № 23.
После начала боевых действий в Донбассе весной 2014 года Кураховка оказалась в зоне боевых действий.
Осенью 2024 году, в результате наступления российских войск на покровском направлении, Кураховка оказалась в зоне боевых действий. Осенью 2024 года посёлок был оккупирован российскими войсками.

## Население
В 1989 году численность населения составляла 5 439 человек.
В 2024 году в Кураховке зарегистрировано по месту жительства 3166 человек.
| Численность | Год  |
| ----------- | ---- |
| 5439        | 1989 |
| ▼4175       | 2001 |
| ▼3060       | 2013 |
| ▼3007       | 2014 |
| ▼2968       | 2015 |
| ▼2913       | 2016 |
| ▼2865       | 2017 |
| ▼2826       | 2018 |
| ▼2775       | 2019 |
| ▼2726       | 2020 |
| ▼2658       | 2021 |
| ▼2600       | 2022 |
| ▼350        | 2024 |

### Языковой состав
Распределение населения по родному языку по данным переписи 2001 года:
| Язык        | Численность | Процент |
| ----------- | ----------- | ------- |
| Русский     | 2883        | 69.06%  |
| Украинский  | 1276        | 30.56%  |
| Армянский   | 7           | 0.17%   |
| Белорусский | 3           | 0.07%   |
| Румынский   | 2           | 0.05%   |
| Греческий   | 1           | 0.02%   |
| Венгреский  | 1           | 0.02%   |
| Остальные   | 2           | 0.05%   |
| Всего       | 4175        | 100%    |

## Предприятия
В населённом пункте расположены:
- Кураховская центральная обогатительная фабрика, которая является одним из объектов ДТЭК, входящих в группу СКМ Рината Ахметова.
- две угольные шахты (№ 42 и № 10). шахта № 10 работает в режиме водоотлива.
- Донецко-Кураховский машиностроительный завод, который занимается плавкой цветных и чёрных металлов и не только.
- Автобусное АТП.
- овощная база.

## Объекты социальной сферы
- школа № 22.
- клуб.
- несколько магазинов (продуктовых, технических, текстильных)
- 1 кафе.

## Транспорт
В посёлке Кураховка расположена станция Кураховка — конечная станция железнодорожной ветки от линии Красноармейское — Рутченково Донецкой железной дороги.
Есть автостанция, с которой можно уехать как в близлежащие города и села (Горняк, Зоряное, Селидово, Острый, Цукурино, Украинск, Желанное, Жуково, Максимильяновка, Александрополье, Курахово, Волченка, Роя, Врубовщик), так и города, расположенные на расстоянии более 25 км: Покровск, Донецк, Славяногорск, Харьков. Летом до войны ходили маршруты в южном направлении (к Азовскому морю).